# Pumpspeicherwerk Markersbach
Das Pumpspeicherwerk Markersbach (PSW Markersbach) in Sachsen, 1979 ans Netz gegangen, ist mit seiner Leistung von 1046 Megawatt das zweitgrößte Pumpspeicherkraftwerk in Deutschland und gehört zu den größten Wasserkraftanlagen dieser Art in Europa.

## Technische Details
Das PSW Markersbach wurde zwischen 1970 und 1981 bei Markersbach im Erzgebirge errichtet und 1979 in Betrieb genommen. 1990 und 1998 wurde es instand gesetzt. Es besteht aus einem Oberbecken und einem Unterbecken mit dem Kraftwerk. Die Maschinen stehen in einer 44 m hohen Kaverne, die etwa 100 m unterhalb des Verwaltungsgebäudes und etwas unter der Sohle des Unterbeckens liegt.
Der Netzanschluss erfolgt über die Schaltanlage Chemnitz-Röhrsdorf in das 380-kV-Höchstspannungsnetz des Übertragungsnetzbetreibers 50Hertz Transmission.

### Unterbecken

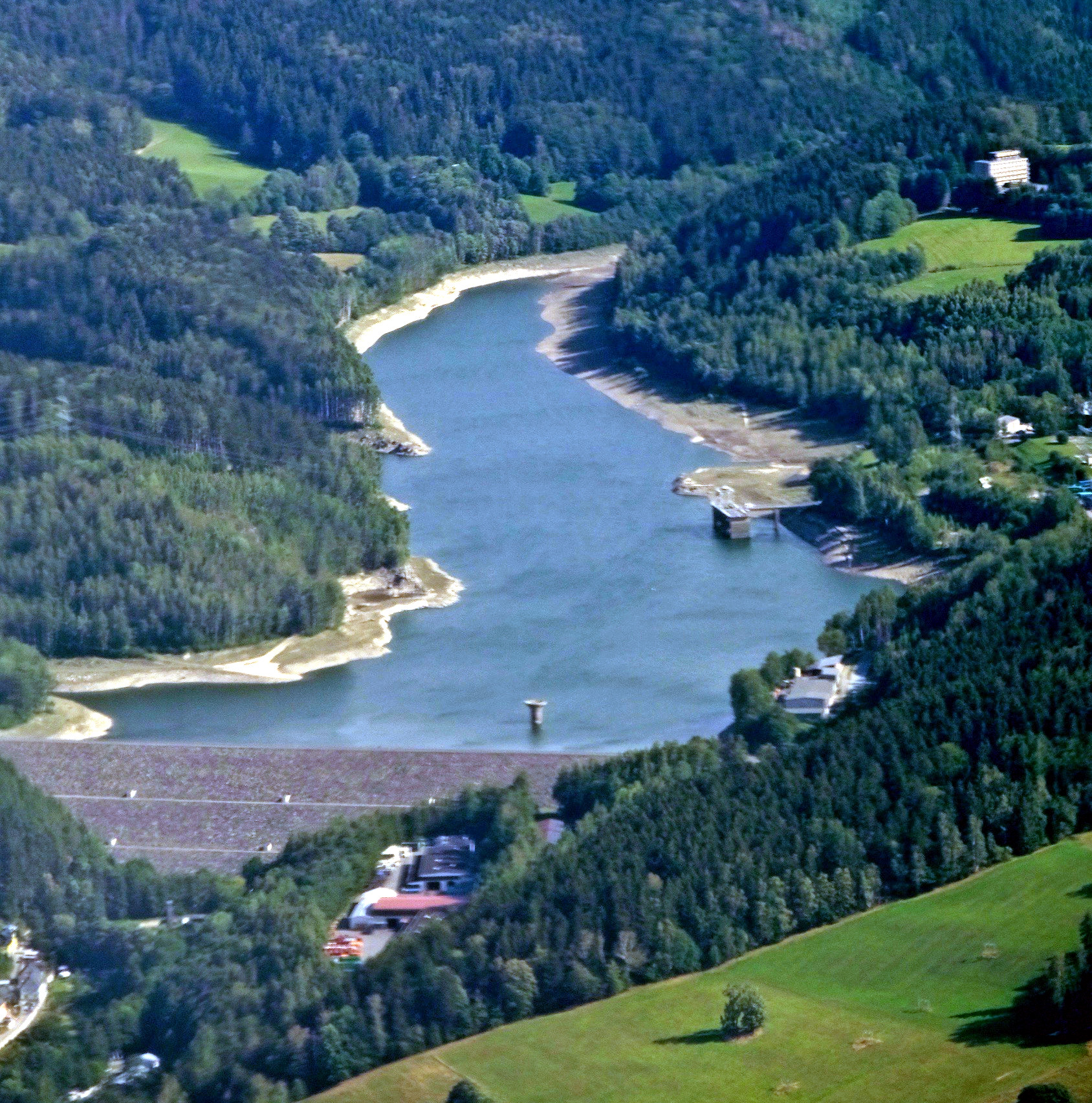
Pumpspeicherwerk Markersbach Unterbecken

Das Absperrbauwerk des Unterbeckens (Lage) ist ein 57 m hoher (51 m über Talsohle) und 393 m langer Erddamm mit Asphaltaußendichtung. Er hat ein Volumen von etwa 920.000 m³, die Fläche bei Vollstau beträgt etwa 49 ha bei einem Stauvolumen von 7,7 Mio. m³. Das maximale Speichervolumen beträgt 7,975 Mio. m³. Die Dammkrone liegt auf 563 m ü. NN. Das gestaute Gewässer ist die Große Mittweida.

### Oberbecken

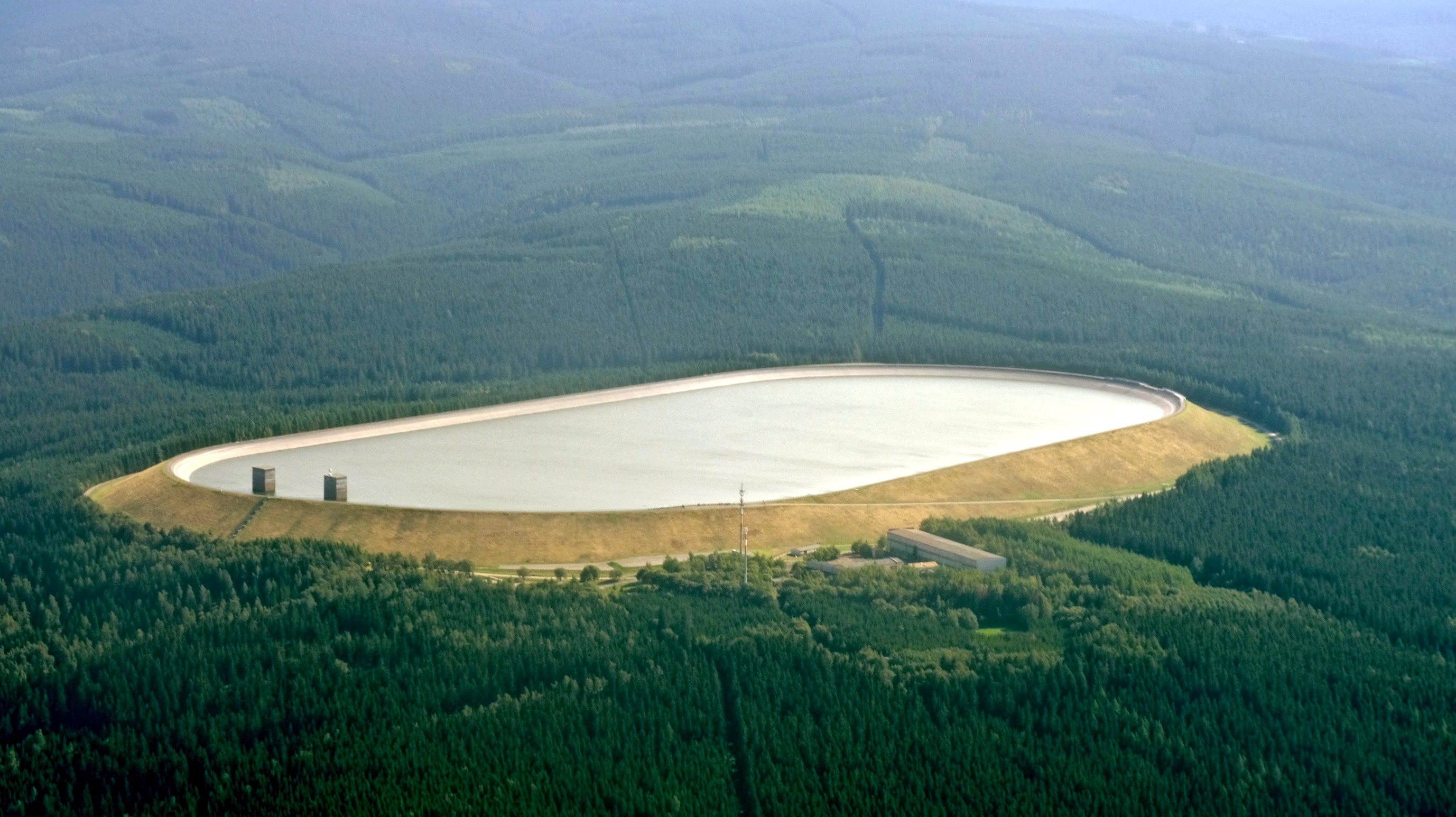
Pumpspeicherwerk Markersbach - Oberbecken (Luftbild)

Das Oberbecken (Lage) besteht aus einem 26 m hohen und 2590 m langen Ringdamm auf der Bergkuppe des Hundsmarter auf 848,4 m ü. NN, die beim Bau des Damms abgeflacht wurde. Dieser Damm ist auch ein Erddamm mit Asphaltaußendichtung und mit 3.500.000 m³ Bauwerksvolumen der größte Staudamm in Sachsen. Damit ist er nach der Talsperre Carlsfeld der zweithöchstgelegene Stausee Sachsens. Die Fläche bei Vollstau beträgt etwa 43,6 ha bei einem Stauvolumen von etwa 6,5 Mio. m³. Der Zugang zum Oberbecken ist frei, wobei rund 150 Stufen überwunden werden müssen. Er steht unter ständiger Videoüberwachung.

### Leistungsparameter
Das Kraftwerk kann bei gefülltem Oberbecken für 4 Stunden etwa 1 GW elektrische Leistung abgeben. Die volle Leistung wird binnen 2 Minuten erreicht. Durch Kugelschieber können die 6 Turbinen/Pumpen einzeln zu- und abgeschaltet werden. Da die Hauptmaschinen Synchronmaschinen sind, erfordert der Pumpbetrieb jeweils einen Anlassmotor, um Synchrondrehzahl zu erreichen. Hierzu wird eine Klappe im Saugrohr geschlossen. Das Kraftwerk leistet einen erheblichen Beitrag zur Ausregelung des schwankenden Aufkommens regenerativer Energie im Stromnetz (Regelleistung).

## Baugeschichte

### Vorbereitungen
Im Jahr 1961 schrieb die DDR-Regierung einen Wettbewerb zur Ermittlung und Festlegung des Standortes eines neuen Pumpspeicherkraftwerks öffentlich aus. Zwei Jahre darauf fiel die Wahl auf den Standort Markersbach, und es begann die Erarbeitung eines technischen Grundkonzepts. 1964 führte der VEB Schachtbau Nordhausen erste geologische Erkundungen für den Bau des Unterbeckens im Mittweidatal durch. Erste Schüttversuche erfolgten 1966 am späteren Oberbecken durch den Kombinatsbetrieb Talsperrenbau Weimar des VEB Spezialbaukombinat Wasserbau Weimar. Im Jahr darauf beschloss das Ministerium für Kohle und Energie der DDR die unterirdische Bauweise als Kavernenkraftwerk mit einer Ausbauleistung von 1000 Megawatt. 1968 begannen die Ausarbeitung der Projekte und die Erschließung des Baugeländes. Nachdem alle Erkundungen und Vorarbeiten abgeschlossen waren, starteten die eigentlichen Bauarbeiten. Dazu gehörten die Einrichtung von Baustellen, Baustraßen und Versorgungsnetzen, der Ausbau des Bahnhofs Grünstädtel und die Räumung des Dorfes Obermittweida.

### Durchführung
Am 1. Januar 1970 nahm der Generalauftragnehmer VEB Kombinat Kraftwerksanlagenbau seine Arbeit auf. Am 1. Juni desselben Jahres begann der VEB Schachtbau Nordhausen die Bergbauarbeiten am Hilfsstollen, am 1. April 1972 erfolgten die Dammschüttungen am Oberbecken durch den Talsperrenbau Weimar. Genau ein Jahr führte darauf die polnische Firma Kopex die Schachtabteufungen durch. Nachdem das BMK Süd die Arbeiten am Tosbecken beendet hatte, wurde am 14. August 1973 die Große Mittweida durch einen Umleitungsstollen geleitet und der Aufschluss am Damm des Unterbeckens begonnen. Am 28. März und am 13. August 1974 hatte der Schachtbau Nordhausen die beiden Triebwasserleitungen am Oberbecken als Pilotstollen durchgeschlagen. Am 15. April 1975 begann der Talsperrenbau Weimar mit den Dammschüttungen am Unterbecken, und der VEB Autobahnbaukombinat, Betriebsteil Weimar, führte die Dichtungsarbeiten am Oberbecken durch. Nachdem der Ausbruch in der Kaverne am 15. November 1975 beendet worden war, wurde sieben Tage später der Grundstein gelegt. Am 1. Januar des folgenden Jahres montierte der tschechoslowakische Betrieb ČKD Blansko die ersten Maschinen. Am 6. Februar erfolgte der erste Rohrschuss in die Triebwasserleitungen durch IKR Bitterfeld. Im darauffolgenden Jahr traf am 12. April die erste Turbinenspirale auf der Baustelle ein, am 21. April begann die VEB „Otto Buchwitz“ Starkstrom-Anlagenbau Dresden und Leipzig/Halle mit den Montagearbeiten an den Schaltanlagen. Genau ein Jahr später konnte das Unterbecken zum ersten Mal angestaut werden. Am 1. August 1978 wurde die 380-kV-Freileitung zum Pumpspeicherkraftwerk montiert, am 1. November der erste 380-kV-Trafo zur Baustelle transportiert. Am 21. April 1979 wurde das Unterbecken zum ersten Mal gefüllt und sechs Tage später die 380-kV-Schaltanlagen in Betrieb genommen. Nachdem am 20. Juni 1979 die erste Netzschaltung des Pumpspeichersatzes 1 erfolgt war, stand 1981 die volle Leistung des Pumpspeicherwerks Markersbach dem Netz zur Verfügung.

### Entwicklung nach 1990
Nach der deutschen Wiedervereinigung ging die Verantwortung und der Betrieb des Pumpspeicherwerks an die eigens für die ostdeutschen Kraftwerke gegründete Vereinigte Energiewerke AG (VEAG) über. Im Jahr 2002 wurde die VEAG zusammen mit anderen Unternehmen nach einer Aktienübernahme zu Vattenfall Europe verschmolzen.
Entsprechend einer ab 2010 erfolgten Planung sollte das Betriebsstauziel am Unterbecken um 1,49 Meter und am Oberbecken um 1,71 Meter angehoben werden. Damit hätte sich das Arbeitswasservolumen um 735.000 m³ erhöht. Damit hätte sich die Turbinenarbeit um 510 MWh und die Pumparbeit um 650 MWh erhöht. Die Bauarbeiten waren für den Zeitraum April 2015 bis September 2016 vorgesehen. Diese Erweiterung wurde jedoch nicht realisiert. Bis April 2016 war auch ein Verkauf des Kraftwerkes im Gespräch, was jedoch nicht erfolgte.
Der Betreiber Vattenfall hat 2020 unterhalb der Dammkrone des Oberbeckens 11.000 Module für eine Photovoltaikanlage installieren lassen. Der Solarpark hat eine Spitzenleistung von 4,3 MW und kann vorhandene Elektrotechnik nutzen.

## Dokumentationen
Der Regisseur Winfried Junge hat die Entstehung und die Bauarbeiten in drei Dokumentationen begleitet. 1974 wurde Sagen wird man über unsre Tage veröffentlicht, 1977 folgte Termin Spirale Eins. 1981 erschien Markersbach – Energie des Wassers und des Menschen.